# Рашон Томас
Рашон Шакил Томас (енгл. Rashawn Shaquille Thomas; Оклахома Сити, 15. август 1994) амерички је кошаркаш. Игра на позицији крилног центра.

## Каријера
Томас је студирао на Универзитету Тексас А&М - Корпус Кристи од 2013. до 2017. године, а након тога није изабран на НБА драфту 2017. године. Прву професионалну сезону је одиграо у НБА развојној лиги где је као играч екипе Оклахома Сити блу бележио просечно 13,9 поена и 7,2 скока по мечу.
У лето 2018. године је потписао уговор са Динамо Сасаријем. У сезони 2018/19. је са Сасаријем освојио ФИБА Куп Европе и играо финале Серије А. У дресу Динама, Томас је у ФИБА Европа купу бележио 15,5 поена и 6,4 скока по утакмици, а поставио је и рекорд овог такмичења када је на једној утакмици забележио 40 поена и 16 скокова уз индекс корисности 54. У Серији А, Томас је у регуларном делу сезоне у просеку бележио 12,5 поена и 6,6 скокова по утакмици, док је у плејофу побољшао своје бројке бележећи 17,3 поена и 8,7 скокова по мечу.
У јулу 2019. године је потписао двогодишњи уговор са Партизаном. Са београдским клубом је освојио Суперкуп Јадранске лиге 2019. као и Куп Радивоја Кораћа 2020. године. Споразумно је раскинуо уговор са Партизаном 1. јула 2021. године.
Томас је одиграо четири утакмице за репрезентацију Сједињених Америчких Држава током квалификација за Светско првенство 2019. у Кини. На терену је проводио 15,7 минута са учинком од шест поена и пет скокова.

## Успеси

### Клупски
- Динамо Сасари:
  - ФИБА Куп Европе (1): 2018/19.

- Партизан:
  - Куп Радивоја Кораћа (1): 2020.
  - Суперкуп Јадранске лиге (1): 2019.

### Појединачни
- Најкориснији играч Суперкупа Јадранске лиге (1): 2019.